# Hällesta
Hällesta är en by i Frustuna socken, Gnesta kommun.
Bebyggelsen ligger på en liten kulle i moränområdet söder om Frustunadalen. Fynd på stenålder och bronsålder på kullen visar att området varit bebott sedan dess. Namnet härstammar troligen från järnålder och två gravfält finns i anslutning till gården. Idag finns tre gårdar i Hällesta, mangårdarna som innehåller en parstuga, två enkelstugor och några timrade bodar och större ekonomibyggnader ligger på kullen, medan fägårdarna ligger nedanför. Vid laga skifte flyttade gården Nyhällesta ut från bykullen och gårdens bebyggelse härrör från den tiden.